# Simien-Lamellenzahnratte
Die Simien-Lamellenzahnratte (Otomys simiensis) ist ein in Äthiopien endemisches Nagetier in der Gattung der Lamellenzahnratten. Die Population wurde längere Zeit in die Äthiopische Lamellenzahnratte (Otomys typus) eingeordnet. Mit einem diploiden Chromosomensatz, der aus 54 Chromosomen besteht (2n=54), und einem abweichenden Gebiss unterscheidet sie sich recht deutlich.

## Merkmale
Die Individuen erreichen eine Kopf-Rumpf-Länge von 135 bis 172 mm und eine Schwanzlänge von 77 bis 88 mm. Gewichtsangaben fehlen, die Hinterfüße sind 24 bis 26 mm lang und die Länge der Ohren beträgt 17,5 bis 22 mm. In das dunkelbraune Fell der Oberseite sind einige schwarze Borsten eingemischt. Die Art hat sieben Lamellen am dritten oberen Molar pro Seite, wogegen die Äthiopische Lamellenzahnratte acht bis neun Lamellen hat. In anderen Kennzeichen entsprechen die Arten einander.

## Verbreitung und Lebensweise
Dieses Nagetier lebt im Simien-Nationalpark und in angrenzenden Bereichen des Geech-Plateaus. Die Region liegt etwa auf 3000 bis 3500 Meter Höhe. Auf Höhen um 3500 Meter wird das Revier mit der Äthiopischen Lamellenzahnratte geteilt. In höheren Lagen tritt die Äthiopische Lamellenzahnratte vermutlich allein auf. Im Gebiet kommen offene Wälder oder Strauchflächen mit dem Johanniskraut Hypericum revolutum vor und als Unterwuchs sind Gräser und Heidekrautgewächse vorhanden. Andere Aspekte des Verhaltens entsprechen vermutlich den anderen Gattungsvertretern.

## Gefährdung
Große Bereiche des Verbreitungsgebiets liegen in einem Schutzgebiet. Auch außerhalb scheint die Weidewirtschaft zu offeneren Wäldern zu führen, was für die Art hilfreich ist. Trotz recht seltener Funde wird die Simien-Lamellenzahnratte von der IUCN als nicht gefährdet (least concern) gelistet.